# Gare de Burley Park
La gare de Burley Park est une gare ferroviaire du Royaume-Uni, située dans la banlieue de Burley dans le Leeds, Yorkshire de l'Ouest en Angleterre. 
Les liaisons à partir de Burley Park sont assurées par Northern Rail.